# Theridion patrizii
Theridion patrizii är en spindelart som beskrevs av Lodovico di Caporiacco 1933. Theridion patrizii ingår i släktet Theridion och familjen klotspindlar.
Artens utbredningsområde är Libya. Inga underarter finns listade i Catalogue of Life.